# Ermershausen
Ermershausen település Németországban, azon belül Bajorországban. Lakosainak száma 534 fő (2023. december 31.).

## Népesség
A település népessége az elmúlt években az alábbi módon változott:
| Lakosok száma | 560  | 543  | 599  | 590  | 589  | 573  | 581  | 560  | 555  | 534  |
|               | 1875 | 1925 | 2011 | 2012 | 2014 | 2015 | 2017 | 2019 | 2022 | 2023 |